# Alfred Schütz
Pour les articles homonymes, voir Schütz.
 (septembre 2013).
Si vous disposez d'ouvrages ou d'articles de référence ou si vous connaissez des sites web de qualité traitant du thème abordé ici, merci de compléter l'article en donnant les références utiles à sa vérifiabilité et en les liant à la section « Notes et références ».
Alfred Schütz, né le 13 avril 1899 à Vienne et mort le 20 mai 1959 à New York, est un philosophe des sciences sociales, porteur d'une approche phénoménologique, et un sociologue.
Il est considéré comme le fondateur de l’idée d’une sociologie phénoménologique. Il a été influencé par la sociologie compréhensive de Max Weber, par les thèses sur le choix et sur la temporalité d’Henri Bergson et, surtout, par la phénoménologie d’Edmund Husserl et de Max Scheler. Après son émigration aux États-Unis, l’influence du pragmatisme américain et du positivisme logique concourent à consolider son souci d’empirisme, qui a chez lui la forme d’une attention au monde concret, au monde vécu (au Lebenswelt).

## Biographie
Né à Vienne le 13 avril 1899 au sein d’une famille juive, Alfred Schütz fait des études en droit, économie et sociologie à l'université de Vienne, à la suite de quoi il obtient en 1921 un doctorat en philosophie du droit sous la direction de Hans Kelsen. Il travaille ensuite comme avocat d’affaires et obtient en 1927 (ou 1926, selon les sources) un poste de secrétaire exécutif à la Reitler and Company de Vienne, une firme bancaire privée ayant des activités internationales.
Parallèlement à ce travail, il effectue des recherches à titre de chercheur indépendant et il fréquente à Vienne le Cercle de Mises, un cercle interdisciplinaire fondé par Ludwig von Mises où il noue des amitiés notamment avec Felix Kaufmann, Fritz Machlup et Eric Voegelin. Marié à Ilse Heime, qu'il épousa en 1926 après une fréquentation de six mois, celle-ci lui apporte un soutien considérable entre autres dans la réalisation d'un important ouvrage (dont elle saisit six versions), Der sinnhafte Aufbau der sozialen Welt. Eine Einleitung in die verstehende Soziologie (La construction signifiante du monde social. Introduction à la sociologie compréhensive), publié en 1932, dans lequel Schütz met en perspective la sociologie de Max Weber avec la phénoménologie d’Edmund Husserl.
Par la suite, en juin 1932, il se joint à un groupe de phénoménologues à Fribourg-en-Brisgau, à l’invitation de Husserl. Il y rencontre notamment Dorion Cairns et Eugen Fink, en plus d'avoir accès au manuscrit de Expérience et jugement, de Husserl, qui recèle une théorie des types et des prédicats. Impressionné par sa collaboration, Husserl lui propose alors de devenir son assistant. Cependant, afin de pourvoir aux besoins de sa famille, Schütz est contraint de décliner cette proposition et retourne à Vienne. Il partagera d'ailleurs son temps, pour la majeure partie de sa vie, entre son travail dans le monde des affaires et ses recherches en philosophie et en sciences sociales. Husserl, avec qui il conserve un contact étroit et entretient un échange épistolaire régulier jusqu’à la mort de celui-ci en 1938, dira de Schütz qu'il est « un homme d'affaires de jour, un philosophe la nuit ».
En 1938, lorsque les troupes allemandes envahissent l’Autriche, Schütz est congédié de la Reitler and Company de Vienne et, étant en voyage d’affaires à Paris, il se trouve séparé de sa famille durant trois mois, jusqu’à ce qu’il parvienne à les faire émigrer en France. Ayant retrouvé un poste à la Reitler and Company de Paris, il profite de ses relations d’affaires pour porter assistance à plusieurs personnes qui tentent de fuir l’Autriche. À la fin du mois d'août 1938, en compagnie d'économistes et d'intellectuels libéraux, il prend part au colloque Walter Lippmann qui a lieu à Paris. Puisqu'il craint l’avancement des troupes allemandes, le 14 juillet 1939 il émigre avec ses enfants aux États-Unis - dû aux quotas d'immigration qui s'étaient arrêtés dans le décompte des membres de sa famille, Ilse a quitté pour New York un an plus tôt et a pris en charge l'établissement de leur résidence.
Après ce nouvel exil, Schütz travaille à la Reitler and Company de New York, tout en aidant les immigrés. Il contribue avec Martin Farber à la fondation, en 1940, de l’International Phenomenological Society et de la revue Philosophy and Phenomenological Research dont il sera membre du comité éditorial jusqu’à sa mort. À partir de 1943, il enseigne à la Graduate Faculty of Political and Social Science de la New School for Social Research à New York.
Il est mort le 20 mai 1959 à New York, à l’âge de 60 ans.
Il a aussi eu un intérêt marqué pour la musique, ainsi que pour la peinture et la littérature (l’une de ses études met d’ailleurs en parallèle une analyse de Don Quichotte, de Miguel de Cervantes, avec la théorie des différents ordres de réalité de William James). Après sa mort, sa conjointe, Ilse, a largement contribué à l'édition de ses travaux et à la diffusion de ses idées.
Outre la publication d’un livre important en 1932, Der sinnhafte Aufbau der sozialen Welt (La construction signifiante du monde social), les réflexions d’Alfred Schütz sont principalement développées, en anglais, dans une série d'articles scientifiques. La diversité de ses publications peut néanmoins être regroupée sous certaines thématiques communes.

## Phénoménologie sociologique
La volonté d'Alfred Schütz de relier la pensée d'Edmund Husserl aux sciences sociales l'a mené à proposer une phénoménologie sociologique, inspirée de la sociologie weberienne. Après sa fuite de l'Autriche d'Hitler et son émigration aux États-Unis en 1939, il a développé une approche marquée notamment par le pragmatisme américain et l'empirisme logique. Sa phénoménologie a influencé divers courants en sociologie dont l'ethnométhodologie de Harold Garfinkel, l'analyse conversationnelle, l'interactionnisme symbolique de George Herbert Mead.
Bien que Schütz reprenne de nombreux éléments de la sociologie wéberienne, les critiques qu'il formule concernant la conceptualisation wéberienne du sens donné par l'acteur à son action sociale le poussent à développer sa propre théorie du sens et de l'action, inspirée par Husserl et Bergson.

La phénoménologie de Schütz influence le constructivisme social. En 1964, lors de l'analyse de la construction sociale de la réalité conjugale, Peter Berger et Hansfried Kellner ont fait une démonstration devenue classique de la pertinence de l'usage d'une approche phénoménologique : 

« Selon leur analyse, le mariage rassemble deux individus, chacun venant de mondes sociaux différents, et il les met si près l'un de l'autre que le monde social de chacun est mis en communication avec l'autre. De ces deux réalités différentes émerge une réalité conjugale, qui devient alors le contexte social principal à partir duquel ces individus s'engagent dans des interactions sociales et fonctionnent dans la société. Le mariage offre une nouvelle réalité sociale aux gens, qui prend forme principalement lors de conversations entre conjoints, en privé. Leur nouvelle réalité sociale est également renforcée par l’interaction du couple avec d’autres personnes en dehors du mariage. Au fil du temps, une nouvelle réalité conjugale émergera et contribuera à la formation de nouveaux mondes sociaux dans lesquels chaque conjoint fonctionnerait. »

Niklas Luhmann, fondateur de la théorie des systèmes sociaux, sera lui aussi influencé par la phénoménologie sociologique,
Dans les approches sociologiques plus récentes, l'interactionnisme structural apparait aussi fortement influencée par la phénoménologie sociologique de Alfred Schütz,,, ce que mentionne Harrison White lui-même.

## L’action sociale

### Structures du monde social
L’action sociale s’enracine au sein d’un environnement comportant un rapport à autrui qui s’articule autour d’un axe temporel et d’un axe spatial. Aussi, selon Schütz, le monde social est structuré en quatre régions (Cf. Some structure of the Life-World, dans Collected Papers III, p. 116–132) :
1. L’horizon des prédécesseurs, c’est-à-dire les individus qui sont maintenant décédés (mais qui ont façonné divers sédiments historiques).
2. L’horizon des successeurs, c’est-à-dire les individus qui ne sont pas encore nés, les générations à venir.
3. L’horizon des « compagnons » (consociates), c’est-à-dire les individus qui partagent un même environnement que nous, autant d’un point de vue temporel qu'en vertu d'une proximité spatiale (être dans une même pièce, par exemple).
4. L’horizon des contemporains, c’est-à-dire les individus qui vivent à la même époque que nous, qui nous sont contemporains, mais sans pour autant partager un même environnement spatial.

À cette structure s’ajoute, selon Schütz, deux types essentiels de rapports à autrui : un rapport de compréhension/interprétation et un rapport d’action/influence (directe ou indirecte) sur autrui. Évidemment, seul le rapport de compréhension/interprétation sera possible envers les prédécesseurs, alors que seul le rapport d’action/influence (indirecte) sera possible à l'égard des successeurs. La réciprocité des rapports compréhension-action n’étant possible que pour les contemporains et les « compagnons » (consociates).

### Vécu allant de soi et typifications
Schütz remarque que le monde social est constitué d’acquis dont l’intégration est implicite dans les actions et les intentionnalités pratiques. Dans son quotidien, l’individu acclimaté à une culture intègre un ensemble de savoirs et savoir-faire qui aura le caractère d’allant de soi (taken for granted), ces savoirs et savoir-faire étant tenus pour acquis – jusqu’à ce qu’il y ait altérité. Par exemple, pour l’individu acclimaté à une culture, pris par son quotidien, « que le métro fonctionne demain, comme d’habitude, est pour lui une certitude qui est presque du même ordre de vraisemblance que le lever du soleil ce même lendemain. » (L’Étranger, dans Le chercheur et le quotidien, page 221). Les analyses devront donc prendre en compte, selon Schütz, qu’un ensemble d’allants de soi est inhérent au monde vécu – ces allants de soi se reflétant aussi dans le langage.
Un corollaire des allants de soi (taken for granted) est la typification du monde social ; cette typification entrant en jeu dans la perception des actions et des fonctions sociales. Par exemple, un facteur simplement croisé sur la rue n’est pas véritablement connu en tant que personne, mais est d’abord appréhendé comme étant un facteur typique. Il est à cet égard important de noter que Schütz choisit délibérément le terme de typification, plutôt que le terme d’idéal-type utilisé par Weber, afin de marquer le caractère non figé, selon Schütz, des typifications qui sont liées au monde vécu (au Lebenswelt).
De ces typifications de l'environnement social découleront certaines attentes normées, standardisées. C’est-à-dire que des attentes seront habituellement élaborées en vertu de certains types, faisant en sorte que les significations octroyées aux typifications acquièrent un caractère relativement commun qui s’impose dans certains milieux – bien que les typifications n’aient pas de nature figée. Par exemple, face à un vendeur « typique », on s'attend habituellement à ce que celui-ci souhaite vendre quelque chose, on s'attend à ce qu'il fasse preuve d’une certaine politesse, etc. – ceci étant lié à un monde vécu. Le monde social revêt ainsi diverses attentes, qui sont en lien avec des typifications du monde vécu, qui sont elles-mêmes en interaction avec divers ensembles d’allants de soi (taken for granted).

### Motifsen-vue-deet motifsparce-que
Le langage ordinaire recèle une ambiguïté du terme « motif », qu’il importe de clarifier afin de pouvoir déployer une analyse plus fine des comportements. Selon Schütz, il importe de distinguer deux réseaux de concepts que le terme de motif recouvre : les motifs-en-vue-de (in-order-to motive) et les motifs parce-que (because motive) – ces deux types de motifs étant co-présents, selon Schütz.
- Les motifs en-vue-de (in-order-to motive) réfèrent à une fin, en vertu de laquelle une action est faite. Les intentionnalités qui leur sont associées sont des intentionnalités prospectives. Selon l’exemple de Schütz, c’est d’un motif-en-vue-de dont il est question lorsqu’est stipulé que l’action d’un meurtrier a été motivée par un appât du gain. C’est au niveau des motifs-en-vue-de, selon Schütz, que se situe un « fiat volontaire » (voluntative fiat), opérant le passage de l’état virtuel, imaginaire, de l’intentionnalité prospective à un accomplissement de l’action (la responsabilité n'étant pas abolie par les motifs-en-vue-de). Mais pour poursuivre un motif en-vue-de, il faut avoir au préalable une idée de ce que peut produire l'acte une fois réalisé, c'est-à-dire l’acte effectué (actum) plutôt que l'action en train de se faire (actio). Ce qui explique que ces motifs sont conçus sur mode temporel spécifique : le futur antérieur[9].
- Les motifs parce-que (because motive) ne sont pas prospectifs, mais réfèrent plutôt à l’intégration d’un réseau d’éléments passés – tel que soulevé par des lectures psychologiques des événements, par exemple. Ce qui est touché par les motifs parce-que, ce n’est pas l’action en tant que telle, mais plutôt le projet d’action. Toujours selon le même exemple de Schütz, c’est de motifs parce-que dont il est question lorsqu’est stipulé que l’action d’un meurtrier a été motivée par l’environnement où il a grandi, ainsi que par tel ou tel type d’expérience et telle ou telle donnée biographique. Les motifs parce-que ne constituent pas une motivation de l’action en tant que telle, mais plutôt du projet d’action : le fait que tel ou tel projet est envisagé en interaction avec telle ou telle intentionnalité prospective (afférente à un motif-en-vue-de). Les motifs parce-que demeurent fuyants au sein de l’action (Schütz entend par là l’action dans son accomplissement) et ne peuvent être délimités qu’eu égard à l’acte (c’est-à-dire l’action une fois accomplie).

Le motif en-vue-de explique les actes en termes de projet, tandis que les authentique motifs parce-que explique le projet en termes d'expériences passées des acteurs.

## Influence et critiques
Les travaux de Schütz ont connu divers prolongements significatifs, en particulier chez les auteurs suivants :
- Lester Embree, qui a notamment réalisé des développements sur la topologie des sciences,
- Harold Garfinkel, qui a initié (avec Harvey Sacks) l’ethnométhodologie,
- Thomas Luckmann et Peter Berger (coauteurs de La Construction sociale de la réalité), qui ont réalisé divers développements en sociologie de la connaissance,
- Maurice Natanson, dont les travaux traitent de la jonction entre dimension individuelle et dimension collective au sein de l’expérience vécue,
- autres étudiants influencés : Fred Kersten, Dick Zaner, Helmut Wagner, Richard Grathoff, Ilja Srubar, Kurt H. Wolff.

## Publications

### Écrits originaux
En allemand
- Der sinnhafte Aufbau der sozialen Welt. Eine Einleitung in die verstehende Soziologie, Vienne, Springler-Verlag, 1932.
- Die Strukturen der Lebenswelt, édition posthume (à partir du manuscrit transmis par Ilse Schütz) en deux volumes par Thomas Luckmann, Francfort-sur-le-Main, Shurkamp, 1979 (premier volume) et 1982 (second volume).

En anglais
L’essentiel de ses travaux ont été publiés en anglais sous forme d’articles scientifiques dans diverses revues. Ces écrits sont regroupés dans les Collected Papers édités aux Éditions Martinus Nijhoff (pour les trois premiers tomes) et par Kluwer Academic Publishers (pour le quatrième tome, ainsi que pour le cinquième tome qui est en préparation) :
- Collected Papers : Tome I : The Problem of Social Reality, édités et introduits par Maurice Natanson, préface de Herman Leo Van Breda, La Haye, Éditions Martinus Nijhoff, 1962.
- Collected Papers : Tome II : Studies in Social Theory, édités et introduits par Arvid Brodersen, La Haye, Éditions Martinus Nijhoff, 1964.
- Collected Papers : Tome III : Studies in Phenomenological Philosophy, édité par Ilse Schütz, introduits par Aron Gurwitsch, La Haye, Éditions Martinus Nijhoff, 1966.
- Collected Papers : Tome IV, édité, préfacé et annoté par Helmut R. Wagner et George Psathas, en collaboration avec Fred Kersten, Dordrecht et Londres, Kluwer Academic Publishers, 1996.
- Collected Papers : Tome V, Dordrecht et Londres, Kluwer Academic Publishers, (En cours d’édition).

Autres textes
- On Phenomenology and Social Relations, textes choisis, édités et introduits par Helmut R. Wagner, Chicago et Londres, The Chicago University Press, 1970.
- Reflection on the Problem of Relevance, édition posthume (à partir du manuscrit transmis par Ilse Schütz) et introduction par Richard M. Zaner, New Haven et Londres, Yales University Press, 1970.

### Traductions
En anglais d’ouvrages allemands
- The phenomenology of the social world (traduction de Der sinnhafte Aufbau der sozialen Welt. Eine Einleitung in die verstehende Soziologie), traduction de George Walsh et de Frederick Lehnert, introduction de George Walsh, Evanston, Northwestern University Press, 1967.
- The structure of the Life-World (édition-traduction posthume de Die Strukturen der Lebenswelt, à partir du manuscrit transmis par Ilse Schütz), traduction de Richard M. Zaner et H. Tristram Engelhardt Jr., Londres, Heinemann, 1974.

En français (livres)
- Le chercheur et le quotidien. Phénoménologie des sciences sociales (traduction d’articles sélectionnés à partir des Collected Papers), traduction par Anne Noschis-Gillieron, postface et choix de textes de Kaj Noschis et Denys de Caprona, préface de Michel Maffesoli, Paris, Méridiens Klincksieck, 1987.
- Éléments de sociologie phénoménologique, préface et traduction de Thierry Blin, Paris, L'Harmattan, 2000.
- L’étranger : un essai de psychologie sociale ; suivi de L'homme qui rentre au pays (traduction de l’article The Stranger et de l’article The Homecomer), traduction par Bruce Bégout, Paris, Éditions Allia, 2003.
- Écrits sur la musique - 1924-1956, préface et traduction de Thierry Blin, Paris, Éditions MF, 2007.
- Contribution à une sociologie de l'action, traduction, présentation et notes par Cherry Schrecker, coll. « Société et Pensées » dirigée par Gérald Bronner, Éditions Hermann, 2009.
- Essais sur le monde ordinaire, préface et traduction de Thierry Blin, Paris, Éditions du Félin, 2010.
- Don Quichotte et le problème de la réalité, traduction de Thierry Blin, Paris, Éditions Allia, 2014.

En français (articles)
- Le problème de l’intersubjectivité transcendantale chez Edmund Husserl, traduction de l’allemand par Maurice de Gandillac, dans Cahiers du Royaumont, Philosophie, numéro 3 (numéro consacré à Husserl), 1959, p. 334–381.
- Faire de la musique ensemble – Une étude des rapports sociaux, traduction de l’anglais par l’équipe éditoriale de la revue, dans Sociétés, numéro 0, 1984.